# Moronidae
Moronidae é uma família de peixes da subordem Percoidei, superfamília Percoidea.

## Sistemática
Contém dois géneros:
- Família Moronidae
  - Género Dicentrarchus
    - Dicentrarchus labrax
    - Dicentrarchus punctatus

  - Género Morone
    - Morone americana
    - Morone chrysops
    - Morone mississippiensis
    - Morone saxatilis